# Парашутно-десантне відділення

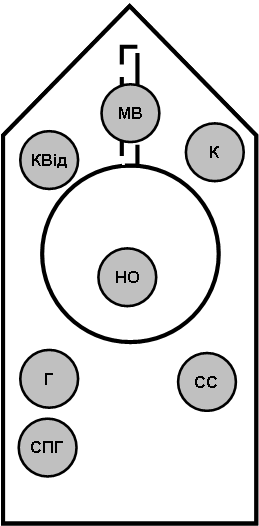
Схема розміщення парашутно-десантного відділення в БМД-1: КВід — Командир відділення; НО — Навідник-оператор; МВ — Механік-водій; К — Кулеметник; Г — Гранатометник; СС — Старший стрілець; СПГ — Стрілець-помічник гранатометника

Парашу́тно-деса́нтне відді́лення — найменший бойовий підрозділ повітряно-десантних військ (аеромобільних військ), входить до складу парашутно-десантного взводу.

## Парашутно-десантне відділення аеромобільних військ СВ ЗС України
Штат парашутно-десантного відділення залежить від типу бойової машини десанту, яка перебуває на озброєнні відділення (БМД-1, БМД-2), і має у своєму складі 7-8 військовослужбовців-десантників.
Наприклад, типовий склад відділення:
1. Командир парашутно-десантного відділення (сержант)
2. Навідник-оператор — заступник командира відділення (молодший сержант)
3. Механік-водій (старший солдат)
4. Гранатометник (старший солдат)
5. Навідник (солдат)
6. Стрілець-помічник гранатометник (солдат)
7. Стрілець-номер обслуги (солдат).

### Завданняпдвід
Парашутно-десантне відділення призначене для виконання бойових задач й головним чином бере участь у захопленні, знищенні або утриманні важливих об'єктів у тилу противника.
Об'єктами захоплення парашутно-десантного відділення можуть бути: елементи засобів зброї масового ураження (ракети, пускові установки, гармати), пунктів управління, вузлів зв'язку, аеродромів, складів, залізничних станцій, гідротехнічних і інших споруд, радіотехнічні пристрої, насосні станції, трубопроводи, переправи на водних перешкодах, мости і підрозділи, що їх охороняють та обороняють, а також вигідні ділянки місцевості на ймовірних шляхах висування противника.
При виконанні завдання відділення діє, як правило, у складі взводу. У розвідці й у бойовій охороні, а також при виконанні окремих бойових завдань парашутно-десантне відділення може діяти самостійно у відриві від головних сил взводу.
У залежності від завдання, характеру місцевості й інших умов обстановки відділення може діяти на бойових машинах десанту, у пішому порядку, а взимку — на лижах.
При виконанні бойових завдань парашутно-десантне відділення у залежності від умов обстановки діє в бойовому або похідному порядках.
Бойовий порядок — побудова підрозділу для ведення бою. Бойовий порядок відділення, що наступає у пішому порядку, складається з цепу з інтервалом між солдатами 6—8 м (8—12 кроків) та бойової машини десанту. Бойова машина десанту діє за цепом відділення, на його фланзі, а іноді і безпосередньо в цепу.
Похідний порядок відділення — колона. Він застосовується при здійсненні маршу, а також у районі бойових дій при здійсненні рейду, переслідуванні противника і пересуванні всього взводу.
В обороні парашутно-десантне відділення обороняє позицію до 100 м по фронту, яка включає в себе основні і запасні вогневі позиції вогневих засобів. Бойова машина десанту розміщується в центрі позиції відділення, або на фланзі за позицією на відстані до 50 м.
Усередині бойової машини командир відділення управляє діями підлеглих командами, які подаються по переговорному пристрою або голосом та встановленими сигналами. При діях відділення у пішому порядку командир відділення знаходиться в цепу та управляє особовим складом і бойовою машиною по радіо, сигнальними засобами і голосом.

### Озброєння та спорядження парашутно-десантного відділення
| Озброєння та спорядження парашутно-десантного відділення (варіант) |        |      |     |     |     |     |     |     |
| Найменування озброєння та спорядження                              | Всього | КВід | НО  | МВ  | К   | Г   | СС  | СПГ |
| бойова машина десанту БМД-1П                                       | 1      | 1    | -   | -   | -   | -   | -   | -   |
| 73-мм кумулятивних пострілів                                       | 16     | -    | 16  | -   | -   | -   | -   | -   |
| 73-мм осколкових пострілів                                         | 24     | -    | 24  | -   | -   | -   | -   | -   |
| 7,62-мм кулеметів ПКТ                                              | 3      | -    | 1   | 2   | -   | -   | -   | -   |
| комплект спорядження                                               | 7      | 1    | 1   | 1   | 1   | 1   | 1   | 1   |
| 5,45-мм автомат АКС-74 із ЗІП                                      | 3      | -    | -   | 1   | -   | -   | 1   | 1   |
| 5,45-мм автомат АКС-74Н із ЗІП                                     | 1      | 1    | -   | -   | -   | -   | -   | -   |
| 5,45-мм автомат АКС-74У із ЗІП                                     | 2      | -    | -   | 1   | -   | 1   | -   | -   |
| 5,45-мм кулемет РПКС-74 із ЗІП                                     | 1      | -    | -   | -   | 1   | -   | -   | -   |
| магазини коробчасті                                                | 22     | 3    | 3   | 3   | 4   | 3   | 3   | 3   |
| набоїв 5,45х39 (БК-1)                                              | 3150   | 450  | 450 | 450 | 450 | 450 | 450 | 450 |
| 40-мм гранатомет РПГ-7Д                                            | 1      | -    | -   | -   | -   | 1   | -   | -   |
| пострілів до гранатомету РПГ-7                                     | 4      | -    | -   | -   | -   | 2   | -   | 2   |
| реактивна граната РПГ-18/-22                                       | 4      | 1    | -   | -   | 1   | -   | 1   | 1   |
| ручна граната РГД-5/РГН                                            | 7      | 1    | 1   | 1   | 1   | 1   | 1   | 1   |
| ручна граната Ф-1/РГО                                              | 7      | 1    | 1   | 1   | 1   | 1   | 1   | 1   |
| багнет-ніж з піхвами                                               | 7      | 1    | 1   | 1   | 1   | 1   | 1   | 1   |
| протигаз                                                           | 7      | 1    | 1   | 1   | 1   | 1   | 1   | 1   |
| захисний комплект ЗЗК                                              | 7      | 1    | 1   | 1   | 1   | 1   | 1   | 1   |
| компас                                                             | 7      | 1    | 1   | 1   | 1   | 1   | 1   | 1   |
| тротилові шашки 200 г                                              | 14     | 2    | 2   | 2   | 2   | 2   | 2   | 2   |
| запалювальна трубка                                                | 14     | 2    | 2   | 2   | 2   | 2   | 2   | 2   |
| продовольство (сухий пайок ет. № 2)                                | 7      | 1    | 1   | 1   | 1   | 1   | 1   | 1   |
| електроліхтар                                                      | 1      | 1    | -   | -   | -   | -   | -   | -   |
| пошуковий радіоприймач                                             | 3      | 1    | 1   | 1   | -   | -   | -   | -   |
| УКХ радіостанція Р-123 (Р-173) (на БМД)                            | 1      | 1    | -   | -   | -   | -   | -   | -   |
| УКХ радіостанція Р-148 (Р-157або Р-163-1К)                         | 1      | 1    | -   | -   | -   | -   | -   | -   |
| індивідуальний перев'язувальний пакет                              | 7      | 1    | 1   | 1   | 1   | 1   | 1   | 1   |
| піхотна лопата                                                     | 7      | 1    | 1   | 1   | 1   | 1   | 1   | 1   |
| бінокль Б8х30 (Б-8)                                                | 1      | 1    | -   | -   | -   | -   | -   | -   |